# Station Orchies
Station Orchies (Frans: Gare d'Orchies) is een spoorwegstation in de Noord-Franse stad Orchies. Het station is gelegen aan de lijnen Somain - Halluin en Fives - Hirson. Vroeger liep vanaf hier ook de spoorlijn Pont-de-la-Deûle - Bachy-Mouchin.

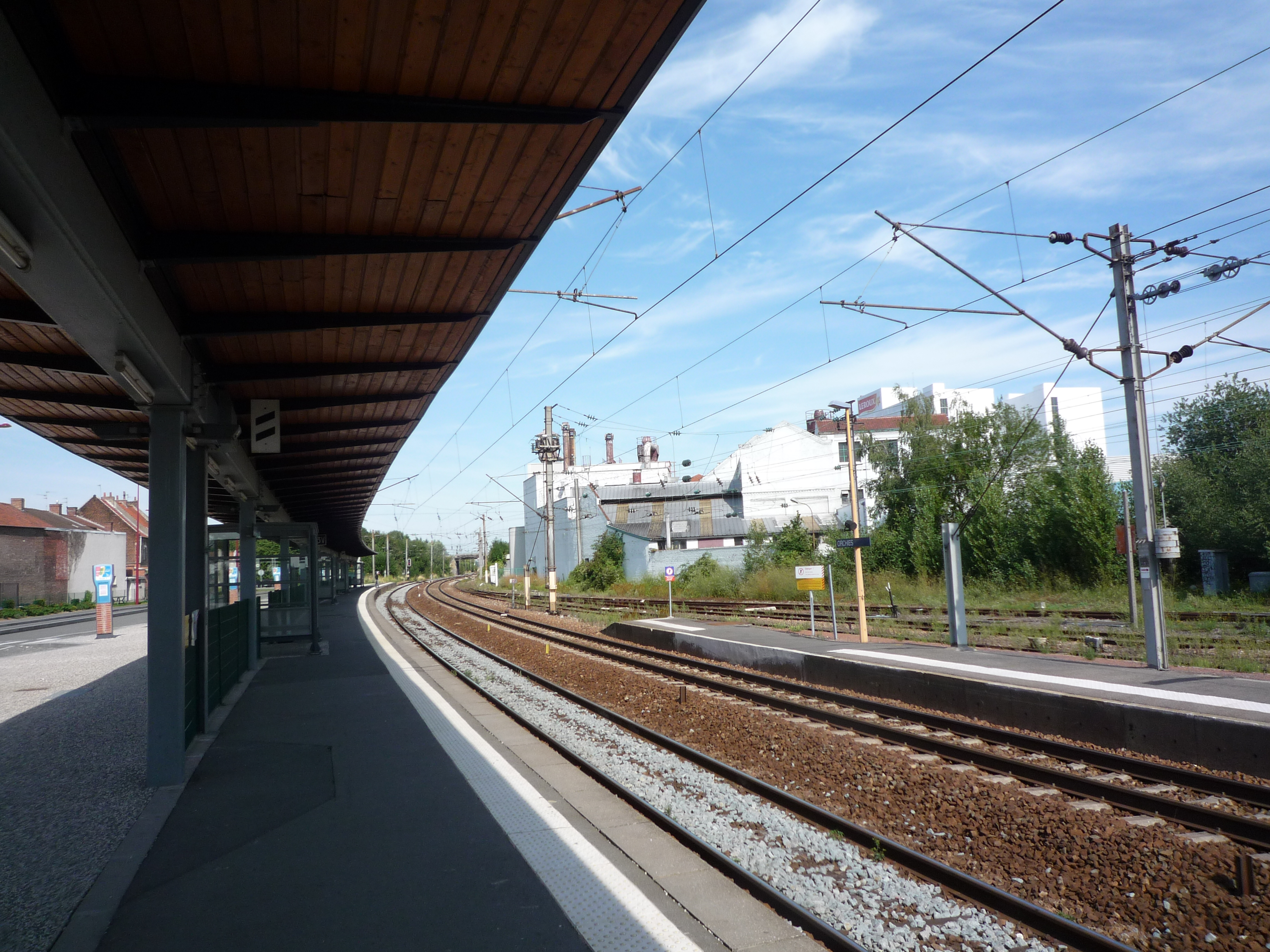
Perron en sporen